# ティアーズ・トゥ・ティアラII 覇王の末裔
『ティアーズ・トゥ・ティアラII 覇王の末裔』（ティアーズ・トゥ・ティアラ ツー はおうのまつえい、Tears to Tiara II 覇王の末裔）とは、アクアプラスより2013年10月31日に発売されたPlayStation 3用のシミュレーションRPG。前作『ティアーズ・トゥ・ティアラ 花冠の大地』及び、外伝『ティアーズ・トゥ・ティアラ外伝 アヴァロンの謎』の続編に当たる。

## 概要
前2作同様、ファンタジー世界を舞台とし剣と魔法を駆使しストーリーを進める「シミュレーションRPG」。同一価格で通常版と数量限定版があり、数量限定版には「設定資料集」「ミニサントラCD」「追加武器コード」が同梱されている。また早期予約特典としては、『うたわれるもの』に登場するキャラクター「アルルゥ」を追加入手できるコードが付属する。
本作は、LeafよりPC用（Windows用）ゲームとして発売された『Tears to Tiara』のフルリメイク作品である、PlayStation 3用ゲーム『ティアーズ・トゥ・ティアラ 花冠の大地』の続編として製作された。
2011年2月4日発売の「週刊ファミ通 2月10日・17日合併号」において“百花繚乱! アクアプラス新作祭り”と題して掲載された情報で、アクアプラスは新たに自社開発を行う新作タイトルとして6作品を発表した。ティアーズ・トゥ・ティアラ2の開発もこの発表に情報が含まれ、下川直哉や鷲見努らのインタビューにより、「前作の世界観を踏襲するもののキャラクターがすべて一新されていること（ただし、関連はゼロではない）」「物語は前作“花冠の大地”で敵対関係にあった神聖帝国の西部から始まること」「前作同様相反する2つの勢力が死闘を繰り広げる物語であること」が公表された。また、もともとティアーズ・トゥ・ティアラは3部作での構成が考えられており、1作目を作っている途中ですでに2作目と3作目のプロットなどの大まかなストーリーが存在していたことが明らかにされている。
2013年4月23日、アクアプラスはティアーズ・トゥ・ティアラ2のティザーサイトを公開し、これによって副題を含めた正式なタイトルが公開された。また、4月25日発売の「週刊ファミ通 5月9・16日合併号」においても“緊急速報”と題して発売予定日や予定価格のほか、ストーリーや主要キャラクター5人の情報などが初公開された。
前作と同様、タイトル画面のCGとBGMを自分好みに設定、変更できる「タイトル登録」機能がある（ゲームを進行させたうえで確認したことのあるものに限り、CGのみ一部設定不可のものも存在）。
ゲームクリア後のセーブデータをロードすることで、アイテムを引き継いで最初から始めることができる（所謂2周目のプレイ）が今作では存在しなかったが、Ver1.02にアップデートされたことで改善され、任意のセーブデータから引き継ぎが可能となった（クリア情報がシステムデータに保存されている場合、タイトル画面の「NEWGAME」が「NEWGAME+」に変化し、引き継ぐことが可能）。
2014年9月25日にAQUAPRICE 2800（廉価版）が発売された。2014年10月14日には北米市場で『Tears to Tiara II: Heir of the Overlord』としてAtlus USAから発売された。

## あらすじ
いまは滅びたヒスパニア王家の末裔・ハミルは、神聖帝国の属州となったヒスパニアのある村で日々帝国での労役へとかり出されていた。帝国軍の残虐さとその過酷な支配から村人たち同様無力感に打ちひしがれていたハミルであったが、突然ハミルの前に自分は戦女神だと言い張る少女・タルトが現われたことにより、その運命が変わる。不思議な少女タルトは帝国へ反旗を翻し武器を持って立ち上がろうとハミルに懸命に呼びかける。最初はまったく取り合わないハミルだったが、ある時タルトが帝国軍にさらわれたことで、ハミルはヒスパニア反乱の戦火へと巻き込まれてゆくことになる。

## 登場人物

### タマル村
ハミルカル・バルカ（ハミル）
声：松岡禎丞
本作の主人公。普段は皆から「ハミル」と呼ばれる。今は無きヒスパニア王家の血筋にして、唯一の生き残りである少年。帝国に反乱を目論んだ罪として、帝国貴族であり、属州総督の地位にあった父親「ハッシュドゥルバル」を7年前に殺されている。それ以来、反逆者の息子として、神聖帝国の監視下で暮らしている。策士であり、反抗の時が訪れるその時まで「愚かな総督の息子（馬鹿のふり、うつけ者）」を演じていた。ただし、反抗については民衆が犠牲になることを恐れ、バルカ党が反乱を起こすまで死ぬべきか反旗を挙げるべきか苦悩しており、意図的に周囲とは距離を取っていた。バァル大祭にてタルトが見せしめとして処刑されそうになった際、戦うことを決意する。反旗を翻してからは反乱軍「バルカ党」の総督となる。うつけを演じていた際は、神聖帝国側から見ても「屑」と言われるような、タマル村の住民に危害を加える兵士を密かに「処分」して（証拠が残らないよう実行していたため、幽霊だと噂される）、住民の犠牲を減らす努力をする。そのことが発覚した際にはディオンから複雑な感情をぶつけられてしまうが、お互いに解りあえるきっかけともなった。性格は基本的にとても心穏やかで優しいものの、「覇王」として苛烈な性格を剥き出しにすることもあり、神聖帝国に対しては心の底で深い憎悪を抱いている。英雄王エシュモの再来（生まれ変わり）で、タルトとは深い縁で繋がっている。一途に彼女の事を想いつづけており、彼女のためならば世界の全てを敵に回す覚悟がある。
戦闘パートではメルカルトの剣を用いて暴虐の限りを尽くす。
アシュタルト（タルト）
声：釘宮理恵
本作のヒロイン。普段は皆から「タルト」と呼ばれる。異界である「上方世界」よりやって来た少女。古代よりヒスパニアで信仰されてきた、豊穣と戦をつかさどる女神さまで、神と呼ばれてはいるが、実際には地上世界の先住民族であり、妖精族の長、妖精王プィルに匹敵する魔力を持っているとされる最強の一族「バァル」のひとり。尊大ではあるが、情に厚く、まっすぐな性格。両親のように人々を教導する、理想の女神になりたいと思っている。何もない上方世界に長いこといたため、地上で起こる出来事に感動することが多い。そのため感情表現も豊かで、サウル曰く「生きているだけで楽しそうにしている」と言われている。カリスに撫でられるのが好きで、無防備な姿を晒してしまう場面も。ハミルとは縁が深く、心から繋がっており、お互いに同じ夢を見るといったこともあるほど。深い慈愛を持って彼と接しており、盲目的とも言えるほどの献身ぶりを見せるが、過去のとある人物との出会いが関係している。
戦闘パートではタニトの大剣を用いて、戦女神の名に恥じない戦いを見せる。
カリス
声：小倉唯
バァル神殿の巫女を勤める少女。幼いながらもしっかり者で、性格は明るく快活。過去に目の前で父親を徴税人に連れていかれるという辛い経験をしているが、おくびにも出さない。その際に経験した、とある出来事をきっかけとして、ハミルのことを「ハミルお兄ちゃん」と呼び（公私で「ハミル様」と使い分けている）、慕っている。この一件でハミルの普段の行動が演技であることを見破っている。優れた巫女の素質があり、『百獣の女王』と呼ばれる能力を持つ。この能力はどんな動物（イノシシやヒョウ、更にはグリフォンまで）とも心を通わせ、操れるというもの。タルトが「長いこと付き合って信頼を得なければ乗せてくれない」と言ったそばから、妖精像をあっさりと陥落させ、皆を驚かせた。
戦闘パートでは前述の動物を操る力と魔導書を駆使して戦場を駆けまわる。
ディオン
声：間島淳司
ハミルの親友。どちらかと言えば、悪友に近いが腐れ縁を自称している。本名はディオゲネス。性格は小心者で、すぐに調子に乗る性格。生への執着がとても強く、この点はハミルに羨ましがられている。東方の国の「無頼の賢者」の末裔であるが、当の本人からは知性や品格は感じられず、女性にモテる吟遊詩人に憧れており、歌って踊れる賢者になることを目指している。実は難読な書物の内容を全て暗記できるほど、頭が良いのだが、それが知性として表に出てこないのはなぜなのかとエネアデスに呆れられている。モノマクとは基本的に反りがあわず、軟弱者呼ばわりされてしまい反発することが多いが、心の底では剛健なモノマクのことを格好良いと思っている面もある。
戦闘パートでは弓を武器としており、歌でのサポートもこなす。
エネアデス
声：小野大輔
村にある職業訓練学校「カデメア」の校長先生。士官学校を首席で卒業している。教師も兼任し、武術以外の項目を、ほぼ一人で教えている。個人の才能に頼りすぎる「魔法」のことがあまり好きではなく、万人に広まっていく「書物」の知識と技術をこよなく愛し、丁寧に授業をする、根っからの学者肌。授業をサボる生徒にはとても厳しい。常に笑顔で接するが、人によっては「胡散臭い」と感じられてしまうことも。神聖帝国に反抗する反乱軍「バルカ党」を率いており、参謀を務めている。過去の英知が記されている書物が神聖帝国によって廃棄されていることにとても強い怒りを感じており、激情を露わにする場面も。帝国の最高学府「アカデメイア（森の学び舎）」をもじって「カデメア（不完全なアカデメイア）」と名付けたことを明かした際、ディオンに「パクリじゃねーか」と一蹴されている。
戦闘パートでは杖を武器としており、数々の優秀な魔法を使いこなす。
モノマク
声：白熊寛嗣
村にある職業訓練学校「カデメア」の武術師範。老将。若い頃はヒスパニア随一とも言われた戦士で、年老いても衰えない鋼の筋肉の持ち主。反乱軍「バルカ党」にてエネアデスの補佐をしており、古参兵達をまとめる存在。戦を生きがいとしており「高まってきましたわい！」が口癖。
戦闘パートでは槍を武器としており、老兵らしく堅実な戦いを得意としている。
古参兵たち
声：武虎・山本格・木村雅史
ハミルの父、ハッシュドゥルバルの代からヒスパニアに属している兵士達。
ノア
タルトが上方世界から連れてきた、バァル教導連隊の一員。妖精象（戦象）。
戦闘パートではクアドリガ（象車）を牽引しながら、妖精魔法で味方のサポートを行うと同時に、自慢の角を用いて戦う。タルトとカリスが乗ることも可能。
カルコス
タルトが上方世界から連れてきた、バァル教導連隊の一員。タロス（機械人形）。かつての黄金の時代に栄えた竜族の都に存在するものと同じ金属で作られている。シナリオが進むにつれて強化の機会があり、外見が変わっていく。
戦闘パートでは機械人形らしくロケットパンチなどを扱うが、神聖魔法を操ることもできる。

### 城要都市タルテトス
クレイト
声：矢作紗友里
城塞都市タルテトスの管理を任されている少女。人間ではなく、古き生き物の中で、最も強く賢いと言われた竜族の娘。その正体を知る人間からは竜神さまと呼ばれている。性格はおっとりしているが、とても理知的。普段、顕現している姿は幽霊のようなものであり、本体はタルテトスの海底に沈んでいる。ただし、ストーリー中盤で本体と合流している。初源の炎を操る巨大な竜に変身することもできる。タルトとは古き生き物同士、通じる部分があるようで、よく二人で話をしている。ハミルと仲の良いタルトを度々からかっているが、嫉妬しているわけではなく、慌てるタルトを見るのが楽しいだけの様子。
戦闘パートでは杖を武器としており、エネアデス同様に強力な魔法を使いこなす。

### 商業都市カルト・ハダシュ
エリッサ
声：佐藤利奈
帝国貴族の娘。父親であるハンノはヒスパニアの反乱を支持する「カルト・ハダシュ」の総督で、大商人でもある。ハミルとは遠い親戚。性格はとても気高く、貴族らしいが、わがままな一面もあり、父親の影響からか損得勘定に厳しい。従者であるダフニスに守ってもらってばかりいる自分に無力感を感じていたが、奴隷商人との戦いの中で、損得よりも大事なことがあることを見出し、自分の心に従って「好きか嫌いか」で行動することを決意した。父であるハンノの命によりハミルの元へ、結婚相手（政略結婚）として送られるが、紆余曲折あった末に婚約は解消されたものの、彼らと行動を共にすることを決意する。ダフニスに対しては従者以上の感情を持っており、好意を隠そうとしないが、当のダフニスは「ハミル様のことがかなり好み」などと発言したりしていて、いまいち報われない。
戦闘パートでは自分の身の丈ほどもある巨大なハンマーを用いて、敵軍を蹂躙する。
ダフニス
声：三宅麻理恵
エリッサの従者をつとめる、解放奴隷の少年。幼い頃にエリッサの家に買われ、エリッサとは実の姉妹のように育った。どんな場所にでも付き従え、有事の際には替え玉となれるよう、女装をしている。従者としてはかなり優秀でとても頼りになる。腕っぷしも強いが臆病な面もあり、化け物は苦手。エリッサのことはとても大切に思っており、彼女を守るためであるならば、いつでも命を捨てる覚悟ができている。道具屋の店員をしている時に男装をしている姿を見られる事がある。
戦闘パートではディオンと同様に弓を扱う。
ハンノ
声：津田英三
エリッサの父。商業都市「カルト・ハダシュ」の総督。神聖帝国の影響で衰退していくカルト・ハダシュの現状を憂いており、かつての栄光を取り戻したいと願っている。そのためヒスパニアの反乱を支持し、援助するため（身の証を立てるために）人質としてエリッサをハミルのもとへ送ることを決めた。貴族としての誇りがあり、特権を享受し、何もしないことは民人への裏切りであるという考えを持っている。

### 帝国辺境
アルティオ
声：内田真礼
レヌス河流域に暮らす辺境部族の中でも最強と言われる、「スエビ族」の族長の娘。曲がったことが大嫌いで、けんかっぱやいが、部族のことを思う気持ちは人一倍強く、帝国との紛争に心を痛めている。幼いころに村を焼かれ、母親の亡骸を目の前にしている時、まだ一兵卒だった頃のサウルと出会った。ハミルたちがサウルのもとを訪れた際、彼らと出会う。その後、いくつかの出来事を経て、彼らと行動を共にすることとなる。
戦闘パートでは双剣（蛮刀）を用いており、容赦ない一撃を加える。イノシシに乗ることも可能。
サウル
声：三上哲
帝国の西部国境、レヌス河流域を守る、辺境軍団長。ヒスパニア付近のルシタニアと呼ばれる州の出。平民からのたたき上げで、戦場での経験が豊富。辺境での終わりなき戦いに終止符を打とうと画策しており、その姿勢から、蛮族に恐れられると同時に、信頼も得ている。兵からの信望も厚く、心酔している者も多い。アルティオとは紛争が激しい時期に出会っており、「戦士として戦っているだけでいい」という考えを改めさせられるきっかけとなる。本人はまだ若いつもりなのだが、周りから「おっさん」呼ばわりされることを気にしており、「お兄さん」と呼ばれたがっている。
戦闘パートでは大剣を用いており、対峙する敵を叩き斬る。
ゴリアテ
声：松本大
帝国の東部国境、ヒステル河流域を守る、辺境軍団長。『蛮族喰い』と恐れられる巨漢で、戦を生きがいとしている。サウルはかつての部下。巨体を生かした戦法を得意とするが、知略にも長けており、一筋縄ではいかない。打ち倒してきた蛮族の首を「干し首」にして腰に飾り付けており、本人曰く「これほど美しい飾り物もない」と豪語する。
戦闘パートではエリッサと同様にハンマーを扱う。

### 神聖帝国
ザラス
声：最上嗣生
神聖皇帝に仕える仮面魔導士の一人で、政治将校でもある。自らの保身のためなら他者の命を奪うことも辞さない下衆な人物で、陰湿な性格をしている。
イゼベル
声：斎藤千和
神聖帝国、西部辺境方面軍司令官にして、ヒスパニア準総督。かつてはハミルの父親「ハッシュドゥルバル」の側近だったが、反乱計画を知ると、帝国へ寝返り、彼を死に追いやった。その際の功績で、ヒスパニアを実効支配している。部下であっても気に入らなければ処刑する冷酷さを持ち、ハミルからは父親の仇として、とてつもない憎悪を向けられているが、本人はそんなハミルと戦えることを嬉しく感じているなど、戦闘狂らしい面も見せる。そのため、帝国の支持者で冷酷な人物のように見えるが、幕僚団に加えたレリウスのことは「わたしがいないとダメ」として、なんだかんだ言いながらも可愛がっている面や帝国の政策の批判や何か企図した様子を見せるなど、その一面とは異なる姿も見せる。ストーリー中盤、彼女に関する謎が明らかとなる。
戦闘パートでは魔槍ピサールを操り、自軍の前に立ち塞がる。
レリウス
声：西田雅一
イゼベルの幕僚団に所属する帝国騎士の青年。代々が帝国騎士の家系に生まれているため、帝国に絶対の忠誠を誓っている。古き良き騎士道精神の持ち主であり、融通のきかない面もあるが、その真面目さから、帝国軍からは信頼されており、帝国の「大義（帝国市民の安全と帝国の繁栄）」を為すことを一番に考えている。「大義」のために主君にすら背いたという生き様を尊敬しているらしく、イゼベルに心酔している。ただし、ハミル一行からは「帝国の犬」、「大義という言葉に酔っているだけの薄っぺらい男」と称され、イゼベルからは騎士には向いていないことや「坊や」扱いされている。ただ、よく言われているのか、本人は気にしてはいなかった。数々の戦いを繰り返していく中で、自分にとっての「大義」とは何なのかと思い悩む。タルテトスをめぐる戦いで帝国の大義が間違っていることに気づき、バルカ党に合流する。
戦闘パートでは細剣を用いている。
アエミリア
声：浅川悠
帝国の中枢にいた技術官僚。自らを天才と論ずる途方もない自信家であり、技術万能主義者。同時に数字を愛する人物であり、統計をもとにタマル村でハミルの暗躍を気づいた人物（カリス以外の面々は反乱後まで彼が関わっていることに気づいていなかった）。病的なまでに仕事熱心で、動きやすいよう男装をしている。失われていく古き良き帝国の技術を現代に蘇らせたいという想いがあり、それを行動原理としている。カルト・ハダシュで水道設備の調査をしていた際、ハミルたちと出会う。その後、戦いを経てバルカ党に加入する。男装をしているためわかりづらいが、抜群のスタイルを誇る美女でもある。
戦闘パートでは投げナイフを用いている。
ウァレンティヌス
声：下山吉光
修道院の院長をしている老人。
パリス
声：各務立基
剣闘士たちをまとめるリーダー。戦いの中でのみ生きる自らの存在に誇りを持つ。誠実な人柄で、一人称は「私」
バド
声：内田雄馬
拳闘士たちをまとめるリーダー。自らの拳に絶対的な自信を持つ。気さくな人柄で、一人称は「おいら」
アブラクサス
声：土師孝也
圧倒的な力を持って頂点に君臨する、神聖帝国の皇帝。
ネズミ使い
声：下山吉光
神聖皇帝に仕える仮面魔導士の一人で、「黒死の病」を伝染させるネズミ達を「笛」で操る力を持つ呪術神官。
死の王
声：石井真
神聖皇帝に仕える仮面魔導士達の主であり、肉体改造を施された闇の神官。「死を思え」と不気味な言葉を口にする。

### ヒスパニア領内
エポナ
声：浅井清己
前作に引き続いて登場。道具屋「グッドピープルズ（良い人たち）」の出張販売と称して、ヒスパニアへやってきた（イベントでの登場のみで実際に道具屋として利用できるわけではない）。
タリエシン
声：坪井智浩
前作に引き続いて登場。エポナに付いてやってきた。
ベビードラゴン
タリエシンに懐いているベビードラゴン。
ケト
「地図にない村」に住んでいる少年。テトの兄。
テト
「地図にない村」に住んでいる少女。ケトの妹。病を患っている。

### 過去の人物
ハッシュドゥルバル
声：速水奨
ハミルの父。とても聡明で、人を惹きつける魅力、いわゆるカリスマがある。妻はハミルを出産した際に亡くなったとされている。神聖帝国の危険性にいち早く気づき、暗黒時代の到来を防ぐべく内部からの改革を目指すが、結果は失敗に終わる。エネアデスを含むバルカ党から反乱を進言されても、神聖帝国の方が優位な立場であることから、それが失敗に終わることを見抜くなど、先見の明も持つ。そのため、バルカ党の面々と縁を切り、自らを反逆者として処刑されることで、ヒスパニアの未来を将来の者に託す。表向きはイゼベルによって処刑されたということになっているが、その真相はストーリー中盤に明らかとなる。カルト・ハダシュの総督であるハンノとは、アカデメイア（森の学び舎）で共に学んだ仲で「友」と呼び合っている。幼いながらに図上演習をこなすハミルのことを「神童」であると評した。
エシュモ
声：松岡禎丞
ハミルの先祖。英雄王と呼ばれている。
イシュタル
声：慶長佑香
タルトの母。先代のアシュタルト。バァル教導連隊の一員として、メタトロニウスとの戦いへと赴く（その際タルトを身籠っている状態だった）。メタトロニウスの封印には成功したものの、封印の反動で「上方世界」へと飛ばされてしまう。この「上方世界」は時間の流れが停滞しており、倦怠に囚われ緩やかな死を迎えるとされている。一人娘であるタルトのことを心から愛しており、地上へと赴く夢を託した。
ニヌルタ
タルトの父。天上との大戦末期に死亡したとされる。アロウンの命により、イシュタルと共に天上の支配から解放された人間族に「神様の教育期間」を授ける。
シモン
声：いずみ尚
神聖教団の教祖であり創設者。物乞いのような風貌をしている。

### その他の人物
メルカルト
声：松岡禎丞
ハミルが力を解放し覚醒した姿であるとされ、未来の自分自身を魔力で先取りし、代償を払うこと（殺戮）で顕現する。
タニト
声：釘宮理恵
タルトが力を解放し覚醒した姿であるとされ、タルトにとっての理想の女神の姿（母であるイシュタル）を想起することで顕現する。
アロウン
声：大川透
前作の主人公。魔王さま。
プィル
声：石井真
妖精王。
スィール
声：名塚佳織
おまけシナリオで登場（※おまけシナリオのためボイスはなし）。孤島に存在する「ハイポジウム遺跡」の調査にきたが、クラーケンに襲われ船が難破し、調査をすることが不可能になったため、ハミル一行に調査を依頼することとなった。
ラスティ
声：植田佳奈
おまけシナリオで登場（スィールと同じくボイスはなし）。スィールに付いて遺跡の調査にやってきた。
ポルクス
ハイポジウム遺跡の管理者。

## スタッフ
- 原案・世界設定：まるいたけし
- シナリオ：まるいたけし・咲洲花那・JIGY
- キャラクターデザイン・原画：本条たたみ・古寺成・金丸
- チュートリアルナレーション・伊東久美子

### 主題歌
オープニングテーマ「いくつもの未来」
作詞：須谷尚子、作曲：石川真也、編曲：衣笠道雄、歌：上原れな
エンディングテーマ「君の前では少年のまま」
作詞：須谷尚子、作曲・編曲：衣笠道雄、歌：Suara

### 挿入歌
「僕はいつだって」
作詞：須谷尚子、作曲・編曲：松岡純也、歌：津田朱里
「Tears to Tiara 凱歌 -from Hispania-」
作詞・作曲・編曲：豆田将、歌：D.Terada
「Until -from Hispania-」
作詞・作曲：未海、編曲：衣笠道雄、歌：上原れな
「女神の子守歌 -Tart version-」
作曲・編曲：松岡純也、コーラス：タルト（釘宮理恵）
「女神の子守歌 -Ishter version-」
作曲・編曲：松岡純也、コーラス：Suara

## 関連商品
※限定品は除く
ガイドブック
- ティアーズ・トゥ・ティアラII 覇王の末裔 オフィシャルコンプリートガイド（2013年11月28日発売）

CD
- ティアーズ・トゥ・ティアラII 覇王の末裔 オリジナルサウンドトラック（2014年9月25日発売）

フィギュア
- アシュタルト（1/8スケールPVC塗装済み完成品）ヴェルテクスより発売。